# Sharman Joshi
Sharman Joshi (hindi: शर्मन जोशी) (ur. 19 marca 1979) – indyjski aktor filmowy i teatralny. Gra w języku angielskim, gudżarati i przede wszystkim hindi. Należy do znanej w Gudżaracie rodziny aktorkiej. Jego ojciec, siostra, kuzyni są uznanymi aktorami teatralnymi i telewizyjnymi. Jego żona Prerna jest córką sławnego kiedyś aktora Prem Chopra. 12 października 2005 urodziła im się córeczka.
Zadebiutował w 1999 roku w kinie artystycznym w Godmother w uznanej przez krytyków roli sprawiającego kłopoty syna głównej bohaterki. Jego najbardziej znany film to Kolor szafranu.

## Filmografia
- Toh Baat Pakki (2010) – Rahul
- Trzej idioci (2009) – Raju
- Hello (2007) – Shyam
- Dhol (2007) – Pankaj 'Pakya' Tiwari/Jaiwardhene 'Jai'
- Zakochani rywale (2007) – Siddharth
- Life in a ... Metro (2007) – Rahul
- The Bachelor (2006)
- Szalona przyjaźń (2006) – Laxman nominacja do Nagrody Filmfare dla Najlepszego Aktora Komediowego
- Kolor szafranu (2006) – Sukhi / Rajguru
- Shaadi No. 1 (2005) – Aryan
- Xcuse Me (2003) – Chantu – nominacja do Nagrody Screen Weekly dla Najlepszego Aktora Komediowego
- Kahan Ho Tum (2003) – Rakesh Kumar
- Style (2001) – Bantu/Rose Mary Marlowe
- Lajja (2001)
- Godmother (1999) – Karsan